# Ayds
Ayds [eɪdz] war ein Amphetamin enthaltendes appetitzügelndes Schokoladenprodukt, das von den 1940er bis Anfang der 1990er Jahre in den USA hergestellt und vertrieben wurde. Als in den 1980er-Jahren die Erkrankung AIDS, die unter anderem mit Gewichtsverlust einhergeht, erstmals beschrieben und öffentlich prominent wahrgenommen wurde, erlitt das Produkt wegen des Gleichklangs seines Namens und des Namens der Erkrankung einen beträchtlichen Image-Schaden. Die Verkaufszahlen waren infolgedessen stark rückläufig, so dass die Produktion von Ayds Anfang der 1990er Jahre eingestellt wurde.

## Produktbeschreibung

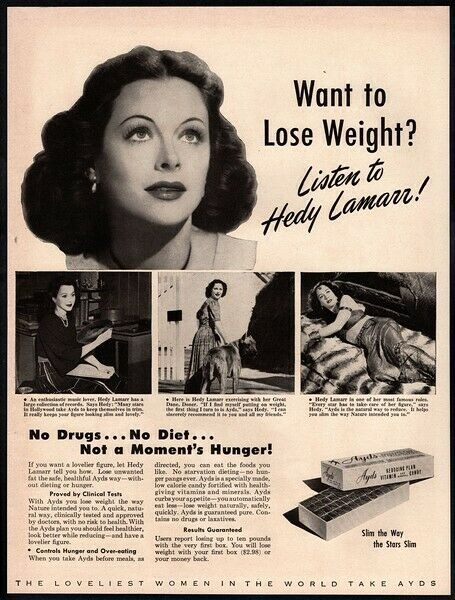
Werbung für Ayds von 1952 mit der Schauspielerin Hedy Lamarr. Slogan „[Ayds] Abnehmen wie die Stars“ („Slim the Way the Stars Slim“)

Die von dem Lebensmittelhersteller The Carlay Company produzierte Ayds-Schokolade richtete sich in erster Linie an Personen mit Übergewicht oder der Tendenz, von erlangtem Normalgewicht in Übergewicht zurückzuverfallen, wenn die Nahrungszufuhr nicht dauerhaft eingeschränkt wird. Durch den Verzehr des Produktes, das einen natürlichen, nicht synthetischen Appetitzügler enthalte, sollte nach den Werbeaussagen ein verminderter Appetit und dadurch eine verminderte Nahrungszufuhr erreicht werden. Die sollte der angestrebten Reduktion bzw. die Nicht-Wiederzunahme von Körpergewicht dienen. 
Das Produkt wurde von Carlay 1946 als Marke registriert; zum Zeitpunkt der Registrierung gab das Unternehmen an, dass es dieses bereits 1937 erstmals in den Handel gebracht habe. Carlay wurde später von der Campana Corporation in Batavia, Illinois, aufgekauft. Campana wurde seinerseits schließlich von dem Konzern Dow Chemical übernommen. In Werbekampagnen für Ayds bzw. den Ayds-Diätplan traten in den 1950er Jahren Prominente wie Bob Hope und Tyrone Power auf. 1981 wurden die Rechte an dem Markennamen Ayds von dem Konzern Purex, der sie zwischenzeitlich erworben hatte, an Jeffrey Martin Inc. verkauft. 1987 übernahm die Dep Corporation dieses Unternehmen mit seiner Produktpalette, einschließlich „Ayds Appetite Suppressant“.
Die Ayds-Schokolade (Ayds Candy) wurde ursprünglich in den vier Geschmacksrichtungen Schokolade, Minzschokolade, Butterscotch und Karamell angeboten. Anfang der 1980er Jahre kam noch die Geschmacksrichtung Erdnussbutter (Peanutbutter Ayds) dazu. Der in Ayds enthaltene Wirkstoff war ursprünglich Benzocain und später Norephedrin. In den 1970er und frühen 1980er Jahren erfreute sich das Produkt großer Beliebtheit.
Da der Name Ayds, trotz einer geringfügig anderen Schreibweise, phonetisch mit dem Namen der in den 1980er Jahren in der öffentlichen Wahrnehmung sehr präsenten Immunkrankheit AIDS übereinstimmte, hatte das Produkt ab etwa 1983/84 mit Schwierigkeiten bei der Vermarktung zu kämpfen. Der in der Werbung angepriesene erhebliche Gewichtsverlust durch das Produkt trat auch bei der Erkrankung auf und verstärkte die unvorteilhafte Wahrnehmung der Schokolade in der Öffentlichkeit. Die im Fernsehen ausgestrahlten kurzen Werbefilme für die Schokolade wirkten infolgedessen häufig unfreiwillig komisch. Ein Beispiel hierfür ist ein Werbespot für Ayds, der 1983 auf dem Nachrichtensender CNN am Ende eines Werbeblocks ausgestrahlt wurde, woraufhin eine Programmankündigung für eine Dokumentation über die Gefahren von AIDS folgte.
Der Hersteller sträubte sich lange Zeit, den Namen seines Produktes zu ändern bzw. den Gleichklang der Namen als Problem anzuerkennen. 1985 behauptete der Präsident des Herstellers, die Schokolade hätte trotz der namensähnlichen Krankheit keine Verkaufseinbußen erlitten, sondern Steigerungen zu verzeichnen. 1986 erklärte ein anderer Manager: „Das Produkt gibt es seit 45 Jahren. Die Krankheit soll ihren Namen ändern.“ („The product has been around for 45 years. Let the disease change its name.“).
1988, nachdem die Dep Corporation die Marke Ayds übernommen hatte, gab die Unternehmensleitung bekannt, einen neuen Namen für die Schokolade zu suchen. Als Grund wurden Verkaufsrückgänge um etwa 50 Prozent infolge der negativen Öffentlichkeitswirkung angegeben. Nachdem das Produkt im Vereinigten Königreich seit Januar 1988 unter dem Namen Aydslim vertrieben worden war, wurde im Januar 1989 der Name für den Verkauf in den USA in Diet Ayds geändert. Anfang der 1990er Jahre wurde es vom Markt genommen. Werbung für Diet Ayds in Zeitungen ist bis 1993 nachweisbar.

## Zitate aus den Werbefilmen für Ayds
- „I was overweight and looked terrible. But Ayds helped me lose 46 pounds.“ („Ich war übergewichtig und sah schrecklich aus. Aber Ayds hat mir geholfen, 46 Pfund abzunehmen!“)
- „Question: Why take diet pills, when you can enjoy Ayds?“ („Frage: Warum Diätpillen nehmen, wenn Sie Ayds genießen können?“)
- „Thousands of men and women have lost weight on the Ayds plan. You can too. Why not try Ayds?“ („Tausende Männer und Frauen haben Gewicht dank des Ayds-Plans verloren. Das können Sie auch. Warum probieren Sie Ayds nicht mal aus?“)
- „Thank goodness for ayds.“ („Dank dem Himmel, dass es Ayds gibt!“)